# Predátor

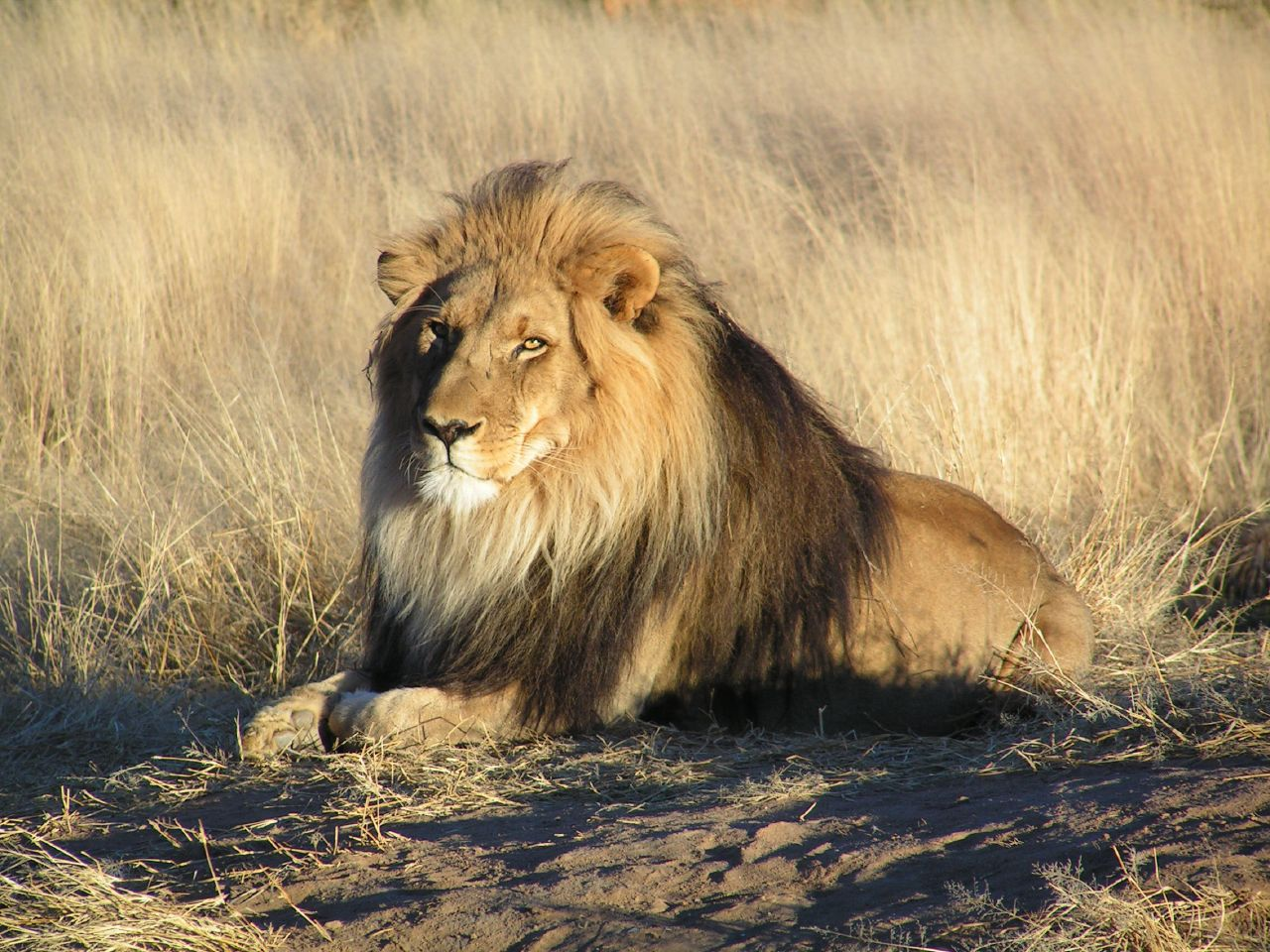
Lev pustinný – jeden z nejznámějších zástupců afrických predátorů

Predátor může být definován dvěma mírně odlišnými způsoby. Obecně je však o něm možné hovořit jako o živém organismu, jehož přežití (zachování druhu) je závislé na usmrcení jiného živého organismu kvůli konzumaci. Predátorovu potravu označujeme jako kořist.

## Definice
Z hlediska ekologie může být predátor brán
- v užším slova smyslu jako vrcholný článek pastevně–kořistnického potravního řetězce. Vždy se tedy jedná o masožravý (popř. všežravý) druh žijící dravým způsobem života. To znamená, že potravu, která je vždy živočišného původu, získává buď aktivním lovením kořisti, či pasivním vyčkáváním, až kořist přijde sama. Příkladem je jaguár, kosatka, jestřáb, slíďák, z všežravců medvěd.
- v širším slova smyslu jako kterýkoli živočich, který při konzumaci vyřadí celého jedince kořisti z populace. Vyřazení celého jedince z populace se nazývá pravá predace. Pravá predace zahrnuje i pojídání semen a vajec, jelikož semena a vejce jsou potenciální organismy. Pravá predace tedy zahrnuje i takové živočichy, jako je například perloočka, mravkolev a dokonce kur domácí.

Poznámka: Rozdíl mezi pravou predací – pojídání semen – a pastvou je v tom, že při spásání rostlin není zkonzumována rostlina celá, nýbrž pouhá její část. Rostliny jsou navíc uzpůsobeny k regeneraci ztracených částí těla.

## Matematické modely predátor–kořist
Závislost množství kořisti na množství predátora lze ve zkratce vyjádřit následujícím způsobem:
Čím více přibývá kořisti, tím více s jistým zpožděním přibývá predátora. Větší množství predátora zvýší tlak na kořist, a té tak začne ubývat. Posléze s klesajícím množstvím kořisti začne klesat i množství predátora, kterému ubývá potrava. S ubývajícím množstvím predátora se pokles kořisti zastaví a její množství začne opět stoupat.
Klasická oscilace predátora a kořisti v přírodě byla popsána především v případech, kdy predátor má jen jednu, převažující kořist: tedy především vlk + zajíc bělák a liška polární + lumík v polárních oblastech. Délka oscilace kolísá mezi šesti a deseti lety podle podmínek prostředí.
Interakci populace kořisti a predátora je možné modelovat následujícím autonomním systémem.{\displaystyle {\begin{aligned}{\frac {\mathrm {d} x}{\mathrm {d} t}}&=xf(x)-g(x,y)y\\{\frac {\mathrm {d} y}{\mathrm {d} t}}&=h(x,y)y-dy\end{aligned}}}
Význam veličin:
- Funkce {\displaystyle x(t)} označuje množství kořisti jako funkce času. Derivace {\displaystyle {\frac {\mathrm {d} x}{\mathrm {d} t}}} je rychlost růstu populace kořisti.
- Funkce {\displaystyle y(t)} označuje množství predátora jako funkce času. Derivace {\displaystyle {\frac {\mathrm {d} y}{\mathrm {d} t}}} je rychlost růstu populace predátora.
- Funkce {\displaystyle f(x)} souvisí s dynamikou růstu populace kořisti (viz populační dynamika) bez přítomnosti dravce. Jedná se o relativní rychlost růstu. Zpravidla je předpokládán logistický růst a relativní rychlost růstu je klesající lineární funkce. Pokud predátor udržuje populaci kořisti významně pod nosnou kapacitou prostředí, je možno považovat relativní rychlost za konstantu (např. Lotkův-Volterrův model).
- Funkce {\displaystyle g(x,y)} je funkcionální odezva nebo též trofická funkce. Popisuje působení jednotkového množství predátora na populaci kořisti.
- Funkce {\displaystyle h(x,y)} je numerická odezva, většinou k-násobek funkcionální odezvy (vyjadřuje účinnost přeměny biomasy kořisti na biomasu predátora).
- Parametr {\displaystyle d} popisuje exponenciální vymírání populace dravce (dělo by se, kdyby nebyla přítomna kořist).

Pokud predátoři loví nezávisle, je funkcionální odezva jenom funkcí populace kořisti a udává množství jedinců zkonzumovaných jednotkovým množstvím predátora v závislosti na velikosti populace kořisti. Základní funkcionální odezvy jsou následující.
- Lotkův-Volterrův vztah používá lineární závislost {\displaystyle g(x,y)=ax.} Neuvažuje saturaci predátora a předpokládá, že čím více kořisti je k dispozici, tím více je jí sežráno. V praxi neexistuje, je to idealizovaný vztah.
- Holing I – upravený Lotkův-Volterrův vztah s maximálním limitem, tj. lineární vztah až do míry maximálního nasycení {\displaystyle g(x,y)={\begin{cases}ax&{\text{pro }}ax<S\\S&{\text{pro }}ax\geq S.\end{cases}}} Funguje například u filtrátorů planktonu.
- Holing II – čím víc je predátor nasycen, tím méně je ochoten hledat svou kořist, funkce roste limitně k míře maximálního nasycení, tj. {\displaystyle g(x,y)={\frac {aSx}{ax+1}}} nebo {\displaystyle g(x,y)=S\times (1-e^{-ax})}. Funguje např. u bezobratlých.
- Holing III – typický pro rozhodování mezi dvěma typy kořisti, hojnější kořist je výrazně preferována (učení se jejímu lovu, sběru), tj. {\displaystyle g(x,y)={\frac {aSx^{2}}{ax^{2}+1}}} nebo {\displaystyle g(x,y)=S\times (1-e^{-ax^{2}})}. Funguje např. u některých ptáků a savců.

## Související pojmy
- Herbivor: Živí se pouze částmi zelených rostlin, které tak nevyřazuje z populace, neboť zelené rostliny jsou na požírání zpravidla adaptovány.
- Parazit: Živočich, rostlina nebo houba, které v dospělosti nebo v některém z vývojových stadií využívají těla jiného živočicha, rostliny či houby.[2]
- Parazitoid: Živočich, který se vyvíjí v těle nebo buňkách jiného živočicha, přičemž na konci svého vývoje usmrtí hostitelského živočicha (a často i zkonzumuje); viz též larvální stadium. Někdy pojímán jen jako speciální typ parazita.
- Kořist: Jedinec (druh) konzumovaný dravcem.
- Dravec–kořist: Model vzájemné potřebnosti dravce a kořisti.
- Efekt červené královny